# Deckel (Verschluss)

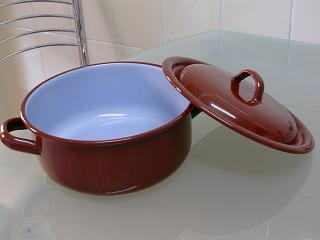
Topf mit Deckel mit Henkelgriff

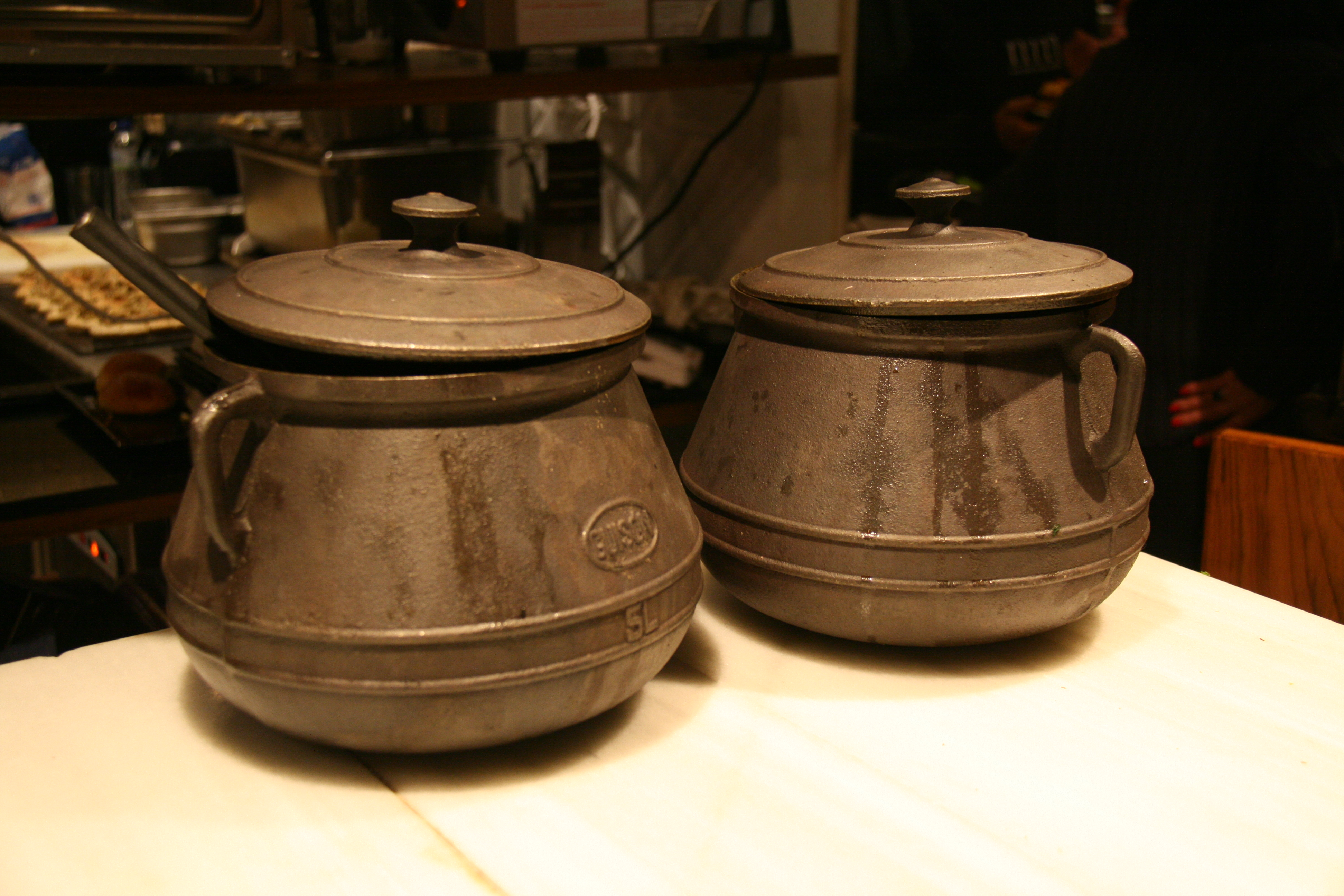
Töpfe mit Deckeln mit Knäufen

Deckel sind lose oder fest aufliegende Verschlüsse von Behältnissen aus Holz, Stein, Keramik, Metall, Glas und Kunststoff. Sie finden sich im Bestattungswesen ebenso wie im Haushalts-, Wissenschafts- und Industriebereich. Deckel werden zumeist nach rein praktischen Gesichtspunkten gefertigt, sie können aber auch dekorativ gestaltet sein.

## Funktion
Deckel sind oft weitgehend oder gänzlich luft-, licht- und staubdicht; in vielen Fällen haben sie einen obenauf angebrachten Henkelgriff oder Knauf zum Abheben, aber auch seitliche Griffe sind möglich. Sie verhindern oder mindern das Überschwappen von Flüssigkeiten ebenso wie das Hineinfallen von Ungeziefer oder von Gegenständen (vgl. tapa). Manchmal dienen sie der Frischhaltung bzw. der Konservierung, in anderen Anwendungsfällen stehen Energiesparzwecke im Vordergrund.
Deckel mit Innen- oder Klemmrand sind eher für Flüssigkeiten gedacht; Deckel mit Außenrand sind eher für feste oder trockene Stoffe geeignet.
Bei der Zubereitung einiger Speisen wird, zumeist wegen der gewünschten Entwicklung von Röstaromen, ganz bewusst kurzzeitig oder dauerhaft auf einen Deckel verzichtet (z. B. bei Steaks und anderem Grill- oder Bratgut oder bei Aufläufen).

## Form
Deckel können sowohl groß und langgestreckt (Sarkophag, Sarg, Truhe, Kiste) als auch rund oder oval (Töpfe, Pfannen, Eimer, Dosen, Tonnen) oder sogar annähernd quadratisch sein. Nur selten sind Behältnis und (Klapp)-Deckel miteinander verbunden (z. B. bei Bierkrügen, Mülltonnen etc.); meist sind sie abnehmbar.

## Sonstiges
Küchen- und Lebensweisheit: Auf jeden Topf gehört (oder passt) ein Deckel.